# Bis (programma televisivo)
Bis era un programma televisivo italiano a premi condotto da Mike Bongiorno, andato in onda su Canale 5, per nove stagioni, dal 5 ottobre 1981 al 29 giugno 1990. Si trattava di un gioco consistente nel risolvere un rebus nascosto dietro un tabellone. Il format era ripreso da Caccia al numero, trasmissione che lo stesso Mike aveva condotto nel 1962 sul Secondo Programma e di cui rappresenta il secondo adattamento italiano. Il programma era curato da Fatma Ruffini e prodotto da Margherita Caligiuri. Il programma fu poi sostituito con Tris.
Il gioco era basato sul format americano della NBC durato per decenni, il cui titolo originale era Concentration, ed era andato in onda già verso la fine degli anni cinquanta. Di questo format fu proposto un remake nel 1992 durante la trasmissione Ore 12, condotta da Gerry Scotti, che però si rivelò un flop televisivo.

## Storia e messa in onda
Bis esordì il 5 ottobre 1981 trasmessa alle ore 12:00 durante Buongiorno Italia. Nella prima puntata furono concorrenti "cavia" del gioco Eleonora Brigliadori e il pupazzo Five. Fatta eccezione per l'ultima edizione, nello studio non c'era il pubblico, e la regia mandava in onda degli applausi pre-registrati. 
Il programma era registrato negli studi Telepro (studi dell'emittente televisiva Telenova) che si trovavano al piano -3 della San Paolo Editore di Via Giotto 36 a Milano fino al 1986 e successivamente in Piazza Piemonte 2, non lontano dalla precedente sede, in un'ex sala cinematografica completamente  ristrutturata, oggi riconvertita  in una libreria Feltrinelli. 
L'ultima edizione andò invece in onda dallo studio B della Bravo Productions (conosciuta come Studio One) di Via Mambretti 9/13, sempre a Milano, adiacente allo studio A utilizzato in quel periodo per La ruota della fortuna.  Questi studi sono dismessi dal 2014 in attesa di essere demoliti per riqualificazione dell'area in un nuovo complesso residenziale. 
Il programma era sempre andato in onda dal lunedì al venerdì: solo dal 24 febbraio 1986 al 27 giugno 1987 era andato in onda dal lunedì al sabato.
Nel 1982, per 13 settimane, tutti i sabati alle ore 20:00, andavano in onda anche delle puntate speciali di Bis, che venivano chiamate Superbis. Al gioco partecipavano i personaggi dello spettacolo, dello sport e della canzone italiana, e i premi erano devoluti in opere di beneficenza. Nel 1987 si festeggiò la puntata numero 1000 con concorrenti speciali quali Enrico Beruschi e Margherita Fumero. Il 25 dicembre 1988, che era una puntata speciale domenicale, si festeggiò il Natale in trasmissione facendo concorrere dei bambini con premi in giocattoli e beneficenza. Lo stesso giorno, la cantante Cristina D'Avena interpretò il brano Arriva Cristina (sigla dell'omonimo telefilm andato in onda quell'anno su Italia 1), con la partecipazione dei Piccoli Cantori di Milano diretti da Laura Marcora, Moreno Ferrara, Ricky Belloni e Silvio Pozzoli.
Nel corso di una puntata della prima edizione, Mike Bongiorno mostrò il funzionamento del meccanismo (realizzato dalla ditta Mischiatti) che faceva apparire le immagini sul tabellone: si trattava di una serie di proiettori comandati da Ludovico Peregrini tramite una tastiera.

## Campioni
In 9 stagioni si sono avvicendati molti campioni, alcuni dei quali, molto longevi e rimasti in carica per diverse settimane se non addirittura per mesi, dimostrarono una incredibile abilità nel risolvere rebus talvolta davvero difficilissimi.
Al termine dell'ultima stagione furono riconvocati i dodici concorrenti che avevano vinto i montepremi più alti (dai 50 milioni a oltre 100 milioni di lire). Furono disputate svariate partite a vincita diretta, facendo scontrare i dodici campioni in questo modo: il sesto in ordine di vincita contro il settimo in ordine di vincita, il quinto in ordine di vincita contro l'ottavo, il quarto contro il nono, il terzo contro il decimo, il secondo contro l'undicesimo e il primo contro il dodicesimo. Al termine di questa prima parte, i sei concorrenti che superarono il turno, tornarono a scontrarsi in tre manche progressive di semifinale, al termine delle quali, vennero definiti i quattro finalisti (con un ripescaggio a favore del semifinalista non vincitore che aveva, però, cumulato più premi). Dai quattro finalisti, con ulteriori manche, vennero definiti il primo, il secondo, il terzo e il quarto classificato.
Ad aggiudicarsi il titolo di supercampionessa fu Maria Cristina Zanni di Savona seguita, al secondo posto, da Salvatore Borriello di Napoli, al terzo posto si classificò Isaia Spinelli di Milano e, infine, al quarto, Cinzia Nasso di Genova. Una curiosità riguarda il conduttore televisivo Roberto Giacobbo che ha vinto parecchie puntate: con i premi, 14 milioni di lire in buoni spesa, comprò una motocicletta.

## Cast della trasmissione
La regia della prima edizione era di Mario Bianchi, più tardi sostituito da Annarosa Gavazzi. L'autore della trasmissione, Ludovico Peregrini, veniva interpellato tutte le volte che per ogni casella del tabellone appariva qualche oggetto con il premio fornendo informazioni su di esso. Dal 17 ottobre 1983 al 29 giugno 1990, entrò a far parte del cast Nino Longo col suo compito di premere i tasti della pulsantiera elettronica della parte superiore dei 2 tabelloni dei premi col quale facevano apparire i premi vinti dai concorrenti (dal 1983 al 1990), pur rimanendo anche saltuariamente come seconda voce, mentre Peregrini dal 5 ottobre 1981 al 29 giugno 1990 premeva i tasti della pulsantiera della parte inferiore che facevano apparire i 36 numeri, gli oggetti con relativi valori dei premi e le immagini del Rebus. La scenografa della trasmissione è stata Graziella Evangelista, l'assistente di studio fu Gianni Fortunato, mentre il consulente dei rebus era Gianni Corvi (sotto lo pseudonimo di "Giaco"). La disegnatrice dei Rebus dall'11 gennaio 1988 al 29 giugno 1990 era Lina Buffolente, mentre nelle edizioni precedenti (dal 5 ottobre 1981 al 27 giugno 1987) il disegnatore dei Rebus era un certo "Gallico". Accanto a Mike Bongiorno si sono susseguite come vallette Fabrizia Carminati (5 ottobre 1981-27 maggio 1983), Fiorella Pierobon (17 ottobre 1983-1º giugno 1984) e infine Susanna Messaggio (8 ottobre 1984-29 giugno 1990). Nel 1985, prese parte anche Illy Reale che si occupò delle telefonate nel corso delle sponsorizzazioni.

## Sigla
- La sigla del programma era un estratto dal brano Rydeen della Yellow Magic Orchestra, gruppo di musica elettronica in cui militava il celebre compositore Ryūichi Sakamoto.
- Dal 1986 al 1990 il brano musicale Rydeen fu riarrangiato e rielaborato dal maestro Augusto Martelli.
- Il giorno di Natale del 1988 la sigla musicale di chiusura della trasmissione fu una rivisitazione riarrangiata di Alleluia, e a cantarla non erano più i calciatori famosi, ma un coro musicale di ragazzini.

## Regolamento
Due concorrenti, dovevano chiamare a turno due numeri da un tabellone composto di 36 caselle, sotto il quale si nascondevano dei premi. Se sotto la coppia di numeri scelti compariva lo stesso premio, il concorrente lo vinceva e poteva proseguire il proprio turno ed inoltre sul tabellone appariva, dove prima c'erano le caselle relative ai numeri scelti, un pezzo del disegno che componeva il rebus; in caso contrario la mano passava all'avversario e le caselle tornavano coperte dai numeri iniziali. Man mano che il gioco proseguiva si scopriva il disegno del rebus e, a richiesta del concorrente, si aveva del tempo per risolvere il rebus. La partita veniva vinta da chi risolveva il rebus prima che il tabellone si scoprisse totalmente. In caso contrario, a turno, si dava un'ultima possibilità per rispondere esattamente e, in caso di esito negativo, la partita terminava in pari.
Oltre ai premi sotto ai numeri c'erano altre opzioni:
- Prendi un premio: facendo coppia con queste due caselle il concorrente poteva prendere all'avversario un premio dalla sua lista (solitamente veniva preso il premio di maggior valore). Nella stagione 1989/90 furono introdotte delle tessere dove il concorrente poteva utilizzarlo nel corso della manche;
- Prendi tutto: (introdotto nelle due edizioni dal 1987 al 1989). Il concorrente poteva prendere all'avversario tutti i premi appena vinti;
- Cedi un premio: In questo caso il concorrente in gioco doveva cedere all'avversario uno dei suoi premi (di solito uno di quelli di minor valore);
- Cedi tutto: (introdotto nelle due edizioni dal 1987 al 1989). Il concorrente doveva cedere tutti i suoi premi e passarli al suo avversario;
- Jolly: con una sola casella Jolly si poteva fare coppia con qualsiasi premio, anche con il "Prendi" e "Cedi un premio" (il logo era quello raffigurato sul tabellone all'inizio di ogni puntata).

Alcuni anni dopo, nella parte superiore del tabellone fu installato un display a palette. Tale dispositivo dava il diagramma numerato della definizione del rebus nascosto (ad esempio: REBUS FRASE 7,2,3). I rebus presentati erano ideati dall'enigmista Giaco e illustrati dal 1987 al 1990 dalla disegnatrice Lina Buffolente.
Per diventare o confermarsi campione occorreva partecipare a due partite e vincerle o in alternativa vincerne una e pareggiare l'altra; in caso in cui venivano vinte una ciascuna dai concorrenti, si doveva fare una terza partita e uno dei concorrenti doveva vincerla; nel caso in cui la terza partita finiva in pareggio entrambi erano eliminati. In ogni caso i concorrenti erano eliminati se pareggiavano le prime due. Chi aveva vinto una delle manches, oltre ai premi vinti vinceva un milione di lire di premio partita per la risoluzione del rebus. Nell'ultima stagione venne cambiato il regolamento della partita non vinta da nessuno: i concorrenti avevano in dotazione sul loro baracchino una pulsantiera e chi si prenotava per primo nel risolvere la soluzione del Rebus a tabellone intero, guadagnava un punto ma non vinceva il milione di premio partita.
Nell'ultima edizione fu cambiato il meccanismo del gioco: le caselle Jolly e "Prendi un premio" erano passate da due a quattro. Tutte le volte che usciva la casella Jolly, abbinata a un qualsiasi premio, escluse il "Cedi un Premio" e "Prendi un Premio", si scopriva anche un'altra casella che avrebbe dovuto fare coppia con l'altra, e si scoprivano altri pezzetti di rebus, per accelerare la partita. Fu modificato il meccanismo anche per chi abbinava i numeri al "Prendi un premio".
Dal 1981 al 1987, quando un concorrente trovava la casella del Jolly, veniva dato in regalo il pupazzo Five e la scatola gioco di Bis. Quanto al premio partita di un milione, al termine della gara il concorrente vincitore doveva prendere una decisione che avrebbe successivamente interessato la potenziale vincita. Si doveva scegliere una delle tre buste con raffigurato il Jolly della trasmissione: col segno "-", il premio partita non veniva assegnato; col segno "+" il montepremi aumentava di 1.000.000; se invece usciva il segno "=", il montepremi non subiva variazioni. Dalle edizioni 1985 - 1986 fino al 1989 - 1990 entrambi i concorrenti (compresi i campioni di puntata) giocarono a vari giochi sponsor della trasmissione per aumentare il loro bottino che serviva per la partita di rivincita al Rebus.

## Media ascolti TV
| Edizione  | Telespettatori | Share |
| --------- | -------------- | ----- |
| 1982-1983 | 4.500.000      |       |